# 炭酸カルシウム
炭酸カルシウム（たんさんカルシウム、calcium carbonate）は、組成式 CaCO3 で表されるカルシウムの炭酸塩である。
貝殻やサンゴの骨格、鶏卵の殻、石灰岩、大理石、鍾乳石、白亜（チョーク）、方解石、アラレ石の主成分で、貝殻を焼いて作る顔料は胡粉と呼ばれる。土壌ではイタリアのテラロッサに含まれる。

## 製法
実験室では、水酸化カルシウム水溶液に二酸化炭素を吹き込むことで合成する（石灰水による二酸化炭素の検出原理）。
{\displaystyle {\ce {Ca(OH)2 + H2CO3 -> CaCO3 + 2H2O}}}
あるいは塩化カルシウム等の可溶性カルシウム塩水溶液と炭酸ナトリウム等の可溶性炭酸塩水溶液を混合させることで合成する（溶液法あるいは可用性塩反応法）。
{\displaystyle {\ce {Ca^{2+}(aq) + CO3^{2-}(aq) -> CaCO3}}}
産業的には「炭カル（タンカル）」と通称され、石灰石を粉砕・分級した重質炭酸カルシウム（天然炭酸カルシウム、GCC; ground calcium carbonate）と化学反応で微細な結晶を液中で析出させた軽質炭酸カルシウム（合成炭酸カルシウム、沈降炭酸カルシウム、PCC; precipitated calcium carbonate）に分類される。
軽質炭酸カルシウムは、
(1) 焼結: 石灰石を高温で焼成することで脱炭酸し、酸化カルシウムを得る
{\displaystyle {\ce {CaCO3 -> CaO + CO2}}}
(2) 水化: 生石灰を十分な量の水と反応させ、石灰乳(水酸化カルシウム)を得る
{\displaystyle {\ce {CaO + H2O -> Ca(OH)2}}}
(3) 炭酸化（化合）: 焼成時に発生した炭酸ガスを石灰乳に導入し、液中で炭酸カルシウムを析出させる
{\displaystyle {\ce {Ca(OH)2 + H2CO3 -> CaCO3 + 2H2O}}}
ことで製造される。焼成時に発生した炭酸ガスを再利用する製法は、開発者である白石恒二(白石工業・創立者)の名に因んで特に白石法と呼称される。他方、欧米では溶液法によって生産されることもある。

## 利用
錠剤の基材、チョーク、窯業、農薬、肥料、飼料などに用いられる他、填料としてゴム、プラスチック、接着剤、シーラント、紙、塗料、インキなど広範な工業分野で利用されている。製紙では塗工紙向け顔料のほか、炭酸カルシウムを主原料にした紙も日本で開発されている。研磨作用を利用し消しゴムや歯磨剤にも配合される。
化粧品原料、食品添加物としても使用が認められている。食品添加物としては栄養強化(カルシウム強化)を目的として乳飲料、即席麺等に添加される他、食感改善を目的として菓子やパン、水産練り製品等に添加される。
医薬品としては、維持透析中の慢性腎不全患者の高リン血症に対して、ないしは胃酸過多に対して制酸剤として用いられる。栄養素としてのカルシウム補充目的のサプリメントとしても販売されている。
地球温暖化対策として大気中の二酸化炭素濃度を減らすため、海水中の二酸化炭素をカルシウムイオンと共に晶出させ、炭酸カルシウムとして二酸化炭素を固定する「人工サンゴ」「人工珊瑚」というものが研究されている。

## 性質
無色結晶または白色粉末であり、中性の水にほとんど溶けないが、塩酸などの強酸と反応して、二酸化炭素を放出する。
{\displaystyle {\ce {CaCO3 + 2HCl -> CaCl2 + H2O + CO2}}}
25 ℃ における溶解度積は以下の通りであり、炭酸バリウムよりやや小さく炭酸ストロンチウムよりやや大きい。
{\displaystyle {\ce {CaCO3 <=> Ca^{2+}(aq) + {CO3}^{2-}(aq),}}}{\displaystyle \ K_{\textrm {sp}}=3.6\times 10^{-9}\,{\textrm {[mol/L]}}^{2}}
加熱することにより酸化カルシウムと二酸化炭素に分解する。二酸化炭素の解離圧が1気圧に達するのは 898 ℃ である。
{\displaystyle {\ce {CaCO3 -> CaO + CO2}}}
水酸化カルシウム水溶液（石灰水）に二酸化炭素を吹き込むと炭酸カルシウムの沈殿が生じる。さらに過剰の二酸化炭素を吹き込むと炭酸水素カルシウム Ca (HCO3)2 となり水に溶解する。
{\displaystyle {\ce {CaCO3 + CO2 + H2O -> Ca(HCO3)2}}}
多少吸い込んでも、肺の中に蓄積しない。血液の中には二酸化炭素があり、炭酸カルシウムは炭酸水素カルシウムに変化して溶解するからである。

## 結晶構造

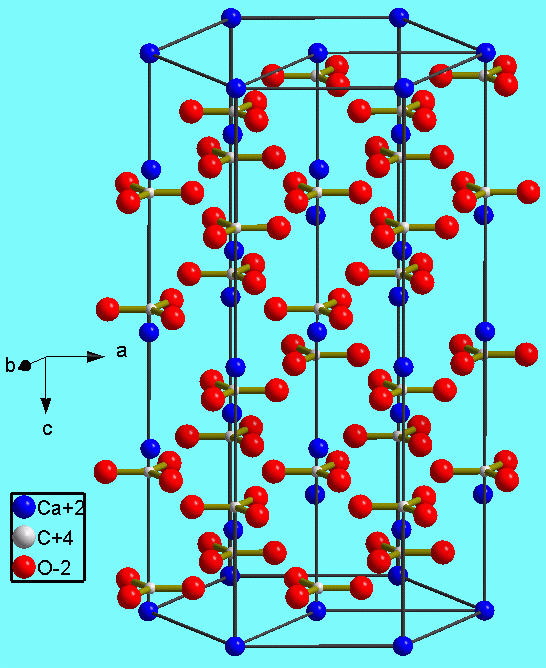
カルサイト構造の模式図

固体結晶には常温常圧で最安定なカルサイト（三方晶系菱面体晶のもの、方解石として産出）および準安定相であるアラゴナイト（直方晶系、霰石として産出）、不安定なヴァテライト（六方晶、ファーテル石）の構造多形が存在する。三方晶系の格子定数は a = 6.36 Å、α = 46.4°であり、斜方晶系では a = 7.92 Å、b = 5.72 Å、c = 4.94 Å である。
屈折率は三方晶系では通常光線に対して 1.6585、異常光線に対して 1.4864 の複屈折を示す。斜方晶系では 1.681（a軸に平行）、1.685（b軸に平行）、1.530（c軸に平行）と3軸不等である。
室温で塩基性の水溶液から炭酸カルシウムを析出させるとカルサイト結晶が生じるが、高温で析出させるとアラゴナイトが析出する。また、中性付近の溶液からだと最初はヴァテライトが析出する。
また、天然に産出する含水塩としてモノハイドロカルサイト CaCO3·H2O およびイカ石 CaCO3·6H2O が知られている。

## コンクリーション（ノジュール）
自然界では、主にかつて海だった場所で、炭酸カルシウムを成分とする球状の岩石がしばしば見つかり、コンクリーション(Concretion)あるいはノジュール（Nodule）と呼ばれる。中に化石を含むことが多い。これらは海洋生物が死んで砂や泥に埋まると、その死骸から出た酸が海水中のカルシウムと反応して炭酸カルシウムを形成し、岩石として成長したと推測されている。

## ランゲリア係数
水中の炭酸カルシウムの析出傾向（腐食性）を示す数値にランゲリア係数がある。理論的pH（pHs：水中の炭酸カルシウムが溶解も析出もしない平衡状態時のpH）との差を数値化したもので、数値が小さいほど腐食性が強い水であることを示す。